# ルベン・ゴンサレス・ロチャ
ルベン・ゴンサレス・ロチャ（Rubén González Rocha, 1982年1月29日 - ）は、スペイン・ガリシア州サンティアゴ・デ・コンポステーラ出身のサッカー選手。ポジションはDF。

## 経歴
レアル・マドリードのカンテラ出身。2000-01シーズンのUEFAチャンピオンズリーグ・RSCアンデルレヒト戦でトップチームデビュー。翌シーズンにリーガ・エスパニョーラ初出場。2003-04シーズンにはフェルナンド・イエロの背番号4を受け継いだ。しかし怪我が多く、トップチームではほとんど試合に出場できなかった。また出場した試合でもミスが目立ち、2003-04シーズンのセビージャFC戦では自身のミスもあり前半途中で3失点を喫し、前半25分で交代。ベンチで涙を流した。
2003-04シーズン途中にドイツ・ブンデスリーガのボルシア・メンヒェングラートバッハにレンタル移籍。また翌シーズンはアルバセテ・バロンピエへレンタル移籍。この両チームでは才能の片鱗を見せるものの、またも怪我でシーズンを棒に振ってしまう。2005-06シーズンはレアル・マドリードに復帰し、レアル・マドリード・カスティージャでプレー。2006-07シーズンはラシン・サンタンデールに移籍し、初めてプリメーラ・ディビシオンで1年間レギュラーとして活躍した。2007-08シーズンよりセルタ・デ・ビーゴに移籍。2009-10シーズンからはRCDマヨルカへ移籍。
2017年1月25日、インド・スーパーリーグのデリー・ディナモスFCからセグンダ・ディビシオンBのコルホFCへ加入し母国に復帰した。

## タイトル

### クラブ
レアル・マドリード
- プリメーラ・ディビシオン : 2002-03
- UEFAチャンピオンズリーグ : 2001-02

### 代表
スペイン U-16
- UEFA U-16欧州選手権 : 1999